# Drągowina
Drągowina (deutsch Neuwaldau) ist ein Ort in der Stadt- und Landgemeinde Nowogród Bobrzański im Powiat Zielonogórski der Woiwodschaft Lebus in Polen.

## Geschichte
Das Dorf Neuwaldau wurde vor 1237 vom Augustiner-Chorherrenstift Sagan gegründet, das bereits 1217 durch den schlesischen Herzog Heinrich I. gegründet worden war. Der Name „Nuwald“ taucht im Jahr 1263 und „Nouowaldow“ im Jahr 1268 auf.
Durch die Säkularisation in Preußen wurde das Klostergut 1810 aufgelöst.

## Sehenswürdigkeiten
- Römisch-katholische Pfarrkirche Christi Himmelfahrt (Kościół parafialny Wniebowstąpienia Pańskiego) ist eine Saalkirche aus der zweiten Hälfte des 13. Jahrhunderts. Der Turm wurde 1690 errichtet. Während der Reformation diente sie von 1540 bis 1668 als evangelisches Gotteshaus. Im 17. Jahrhundert wurde sie barockisiert.
- Pfarrhaus aus dem 17. Jahrhundert.

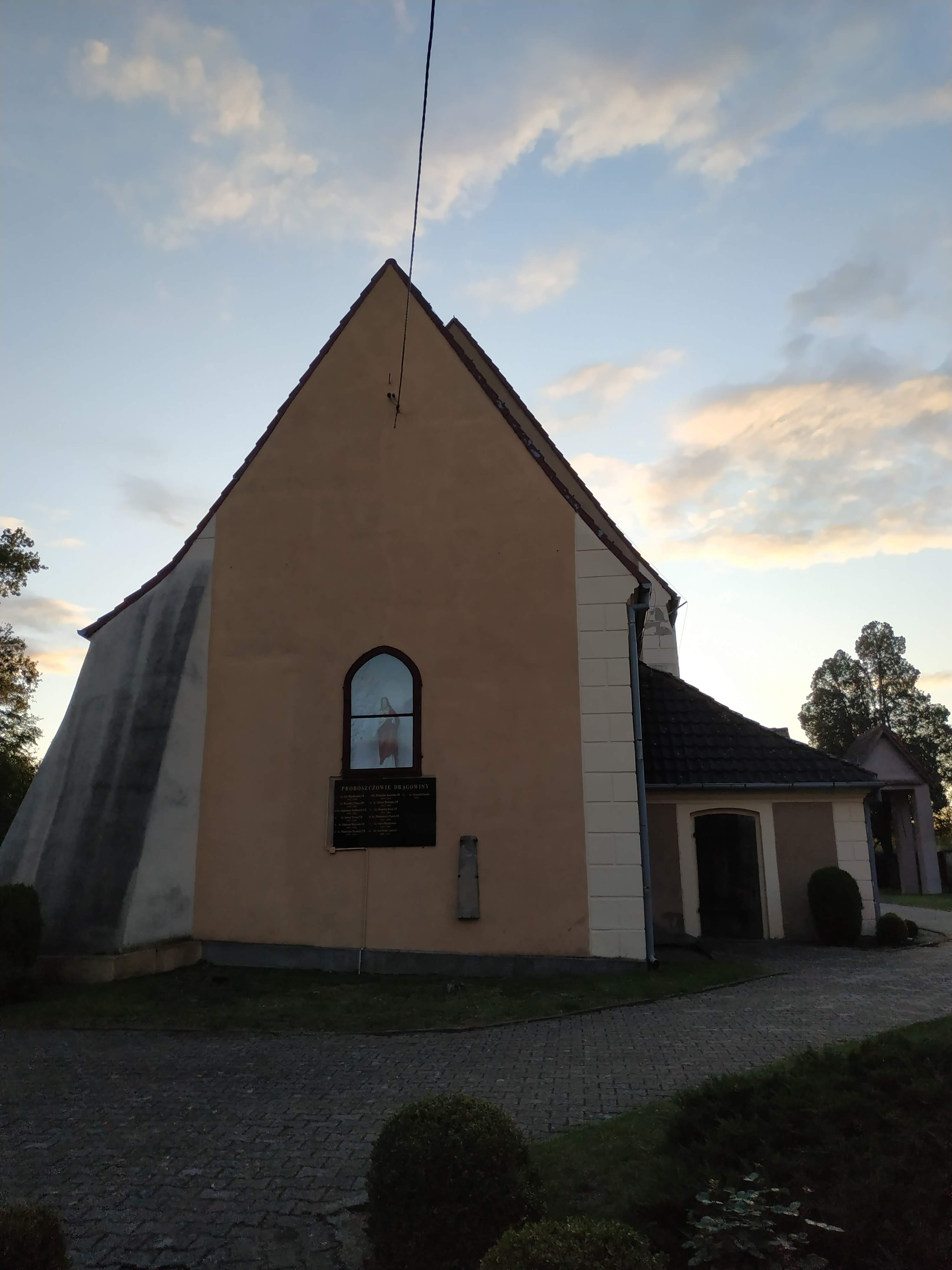
Kirche Christi Himmelfahrt
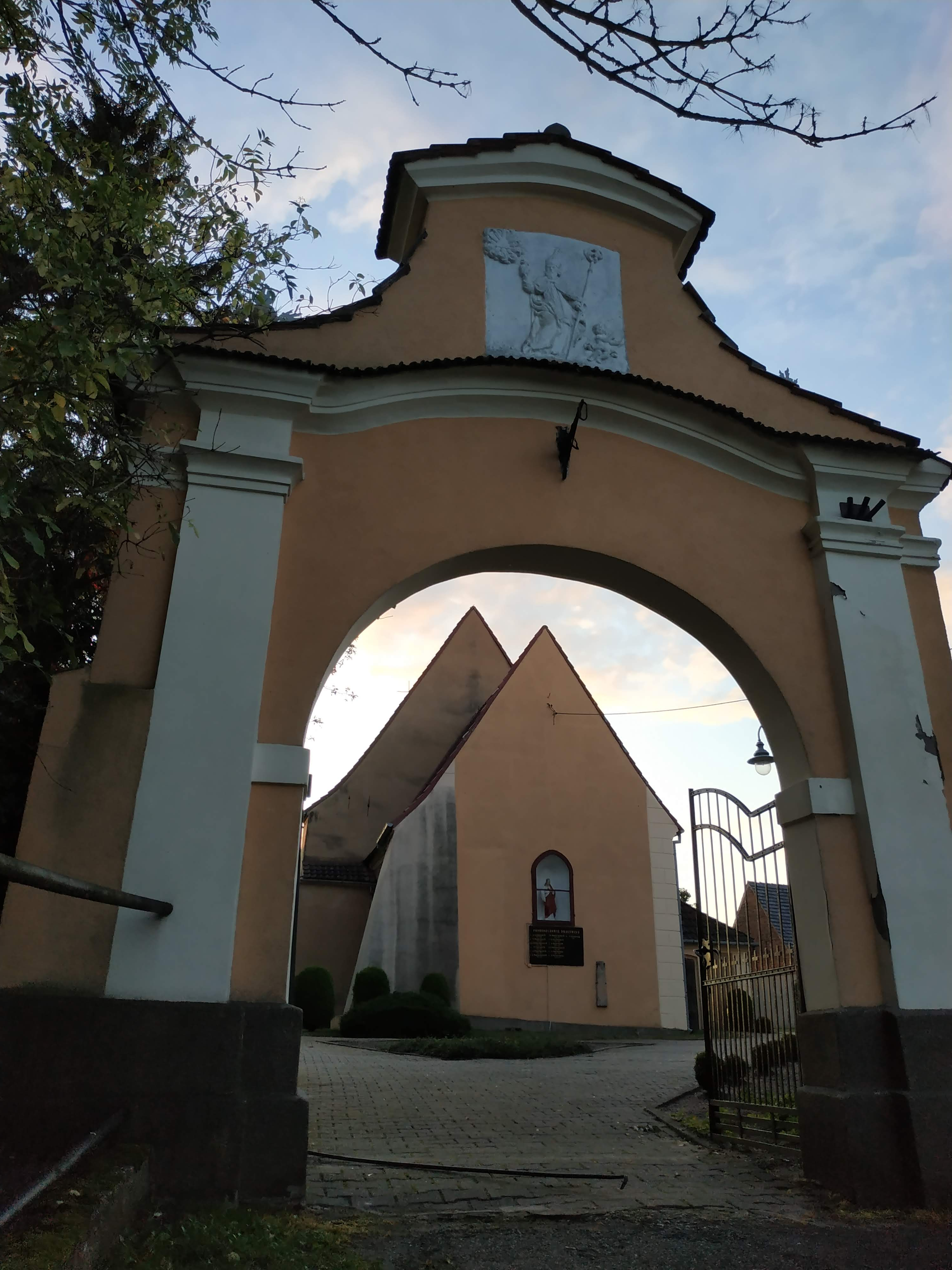
Tor zur Kirche
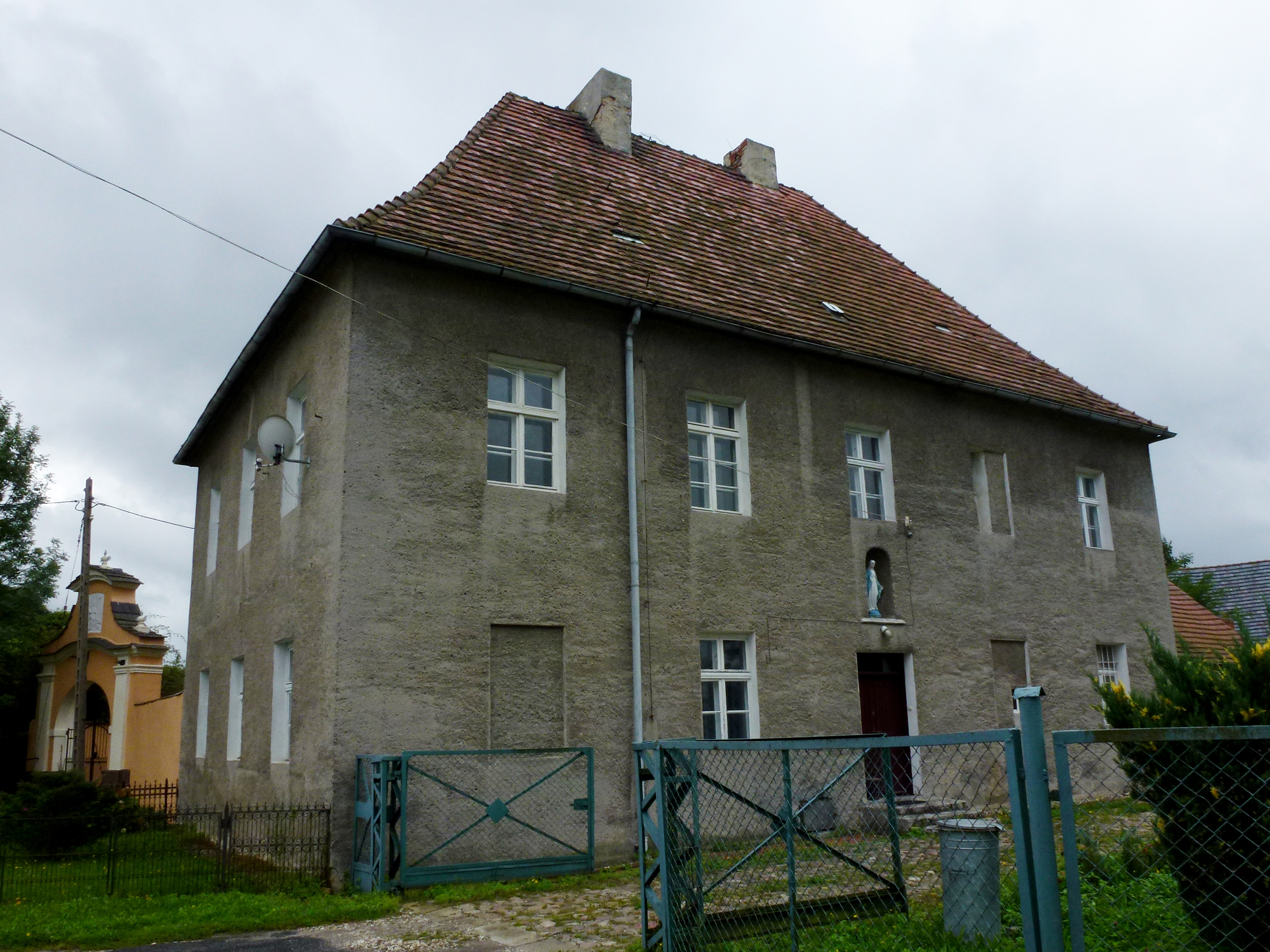
Pfarrhaus